# Шарл Лаверан
 Шарл Луис Алфонс Лаверан (на френски: Charles Louis Alphonse Laveran) е френски лекар, носител на  Нобелова награда за физиология или медицина (1907 г.).

## Научна дейност
През 1880 г. докато работи във френска военна болница в Алжир, Лаверан открива причината за заболяването малария, която са вид Протозои. Той открива това, след като наблюдава под микроскоп натривка от кръв от пациент, починал скоро от малария. По-късно работи с трипоносоми, микроорганизми, причиняващи сънна болест.
За тези открития Шарл Лаверан е награден с Нобелова награда за физиология или медицина през 1907 г.